# Île de Sable (Phantominsel)
Koordinaten: 19° 13′ S, 159° 55′ O
Île de Sable („Insel aus Sand“) oder Sandy Island  (Sable Island), auf deutschen Karten auch kurz Sable, ist die Bezeichnung für eine Phantominsel im Korallenmeer zwischen Australien und Neukaledonien mit einer vermeintlichen Größe von fast 120 Quadratkilometern.

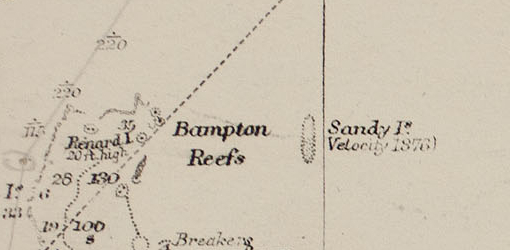
Ausschnitt einer Karte von 1908, auf der die Île de Sable verzeichnet ist

Der französische Seefahrer Joseph Bruny d’Entrecasteaux entdeckte zwischen dem 28. Juni und dem 1. Juli 1792 mehrere Inseln, darunter ein als Île du Sable bezeichnetes Eiland. Hierbei handelte es sich um eine Insel der Gruppe Récifs-d’Entrecasteaux vor der Nordwestspitze Neukaledoniens. 1876 sichtete das Walfangschiff Velocity eine ebenfalls als Sandy Island bezeichnete Insel (sowohl als „Inseln“ als auch Brandungswellen) und zwar unter S19°14’; E159°56’ bzw. S19°50’; E158°51’. Wahrscheinlich handelte es sich bei dieser Insel um eine Längenversetzung der östlichsten Inselchen der Chesterfield-Gruppe weiter im Westen. Wegen der Gefahr, die von kleinen Inseln für die Schifffahrt ausging, wurden auf Karten oft auch unbestätigte Sichtungen von Inseln verzeichnet, so dass heute noch auf vielen Karten diverse andere Phantominseln zu finden sind.

Angedeutete Position der Île de Sable auf einer Karte nach Angaben des SHOM

Eine nicht existierende Insel namens Île de Sable oder Sandy Island ist bis heute in vielen Kartenwerken eingetragen, so etwa als  Île de Sable in einigen Ausgaben des Times Atlas of the World. Die vermeintliche Lage der Insel entspricht in etwa einem der Sichtungsorte der Velocity. Auch auf Google Maps war die Insel zeitweise vermerkt; Google Earth zeigte demgegenüber einen schwarzen Fleck an der Stelle, an der die Insel vermutet wurde. Auf manchen Google Karten sieht man noch die Umrisse einer Erhebung am Meeresboden.

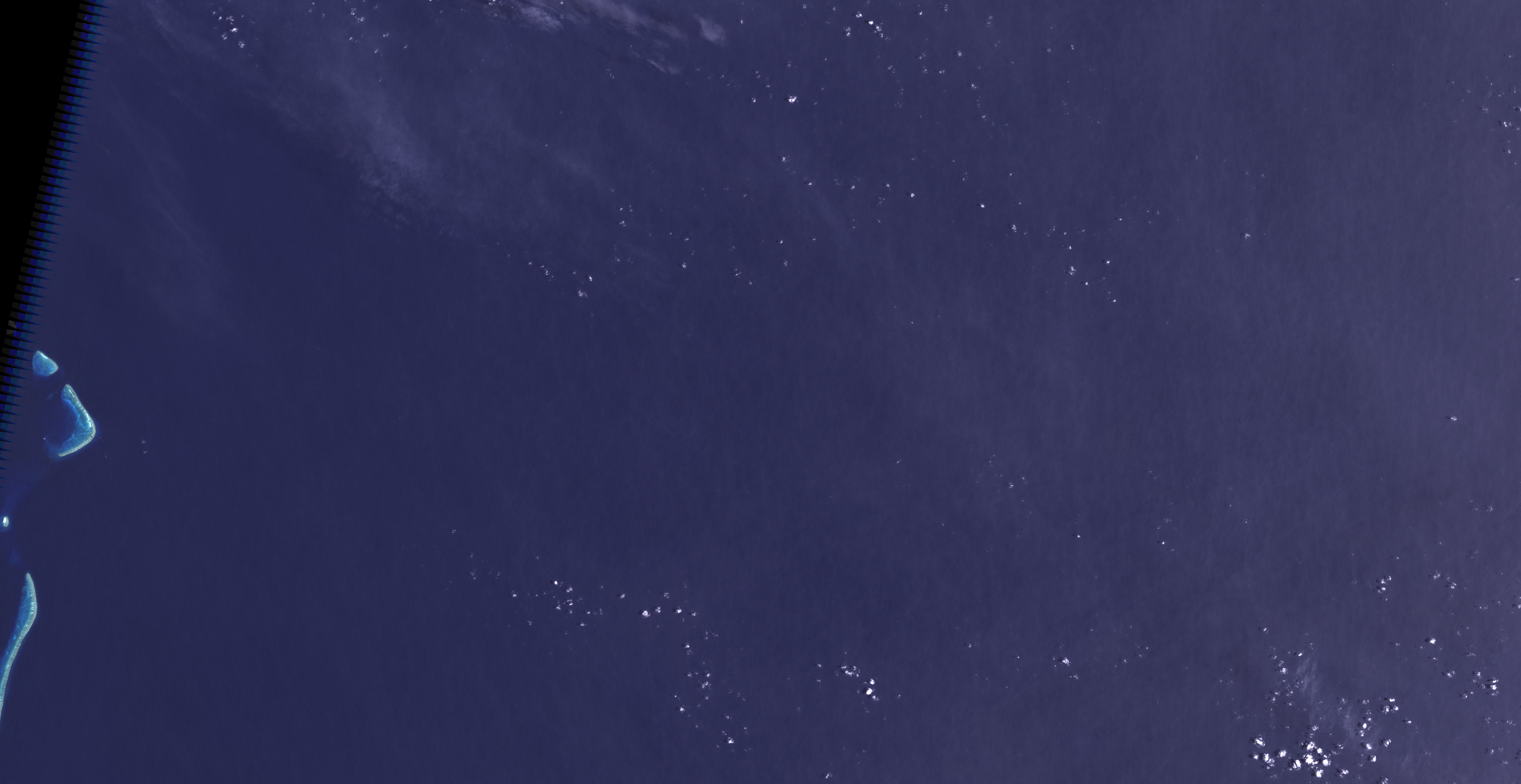
Satellitenaufnahme der Region, in der die Insel liegen sollte

Als Quelle für die Existenz und Lage geben einige Atlanten unter anderem den US-Geheimdienst CIA an. Forscher der Universität Sydney suchten im Jahr 2012 gründlich die Region ab, in der die Insel verzeichnet war, stellten dort jedoch nur Wassertiefen von mehr als 1300 Meter fest, was internationales Medienecho auslöste. In der Folge löschten viele Kartenhersteller die Insel aus ihren Werken. Dabei war die Nicht-Existenz bereits 1979 durch den französischen Kartendienst der Marine (SHOM) bestätigt und in französischem Kartenmaterial berücksichtigt worden. Auch gab es im Jahr 2000 eine nicht-wissenschaftliche Erkundung der Gewässer.